# Xerolirion
Xerolirion é um género monotípico de plantas com flor pertencente à subfamília Lomandroideae, da família Asparagaceae, cuja única espécie é Xerolirion divaricata A.S.George.